# Socket 478
Socket 478（別名：Socket N）は、インテルのPentium 4やCeleronシリーズのCPUで使用されるCPUソケットである。狭義には左記のとおり電子部品であるソケット自体を指すが、転じて広義には、このソケットとともに用いられた各種規格も含み、このソケットに挿すことができるCPUの仕様を言う。本項でも広義について解説する。

## 概要
NorthwoodコアのPentium 4と共にデスクトップPC向けCPUソケットとして2002年1月に発表された。その後モバイルPC向けCPUにも採用され、さらに後継CPUであるPrescottコアのPentium 4などにも引き継がれた。

## 仕様
前世代のSocket 423と同様に、Socket 478はインテルのQuad Data Rateテクノロジに基づき、FSBクロックレートの4倍の速度でデータを転送する。従って、400MT/sバスは100MHzのクロック信号で動作しながら、3.2GB/sのデータをチップセットに提供することができる。
- バスプロトコル
  - AGTL+
- FSB（P4バス）
  - 400MT/s
  - 533MT/s
  - 800MT/s

## 互換性
Willametteコア、Northwoodコア、Prescottコアと長期に渡って採用されたソケット規格であるが、互換性についてはBIOSやサポート電圧といったバス仕様以外の要素も多数あるため、例えばSocket478末期のマザーボードで初期のCPUが必ずしも動作するとは限らない。
また同世代同士でもデスクトップ用とモバイル用ではVcore定義が異なり、そのままでは意図しないコア電圧に設定されることになるため、基本的には互換性はない。
後に採用されたSocket 479、Socket M、Socket PのCPUとは電気的互換性はなく、誤挿入防止のためピン配列に相違がある。Socket 479を採用したPentium M、Celeron MについてはSocket 478への互換用アダプタが他社からリリースされたが、その動作保証の対象となるマザーボードは一部に限られた。

## 採用製品
CPU
- Intel
  - NetBurst
    - Willamette 世代
    - Northwood 世代
    - Prescott 世代

チップセット
- Intel
  - 845 Chipset
  - 850 Chipset
  - 855 Chipset
  - 865 Chipset
  - 875 Chipset
  - 915GL[3] / 915GV[4] / 915P[5]
  - 945GC[6]
  - G31[7]
  - E7205, E7210
- ATI
  - Radeon IGP 340, 340M, 9000, 9100
  - RX330
- ULi
  - M1683
- ALi
  - ALADDiN P4
- SiS
  - 645, 650, 651, 648, 655, 661
- VIA
  - P4X266, P4M266, P4N266, P4X333, P4X400, P4X533
  - PT800, P4M800, PM800, PT880, PM880, P4M890, P4M900
- ServerWorks (Broadcom)
  - ServerSet CG SL